# Аньелли, Эдоардо
Эдоардо Аньелли (итал. Edoardo Agnelli; 2 января 1892, Верона, Венеция — 14 июля 1935, Генуя) — итальянский промышленник и основной акционер семейной автомобильной компании FIAT.

## Биография
Сын основателя FIAT Джованни Аньелли и Клары Бозелли.
Эдоардо был женат на Вирджинии Бурбон-дель-Монте (1899—1945), дочери принца ди Сан Фаустино и американки Джейн Аллен Кэмпбелл. У Эдоардо и Вирджинии было семеро детей:
- Клара[англ.] (1920—2016; жена князя Тассило цу Фюрстенберг, мать Эгона и Иры фон Фюрстенберг)
- Джанни (1921—2003; глава «Фиата» в 1966—2003 гг.)
- Сузанна (1922—2009; общественно-политический деятель, в 1995—1996 гг. министр иностранных дел Италии)
- Мария Соле[англ.] (род. 1925)
- Кристиана (род. 1927)
- Джорджо[англ.] (1929—1965)
- Умберто (1934—2004)

С 1923 по 1935 годы был президентом футбольного клуба «Ювентус». Под его руководством «Ювентус» несколько раз выигрывал чемпионат Италии.
Погиб в результате несчастного случая — отрубило голову пропеллером гидросамолета, к которому он неосторожно приблизился.